# Teddy Hart
Edward "Teddy" Annis (2 de febrero de 1980) es un luchador profesional canadiense más conocido por su nombre en el ring como Teddy Hart. Actualmente trabaja en el circuito independiente en Estados Unidos, anteriormente estuvo en la empresa Major League Wrestling, la última a la que perteneció fue la promoción mexicana Liga Elite y en Lucha Libre AAA Worldwide, en la que debutó en México en noviembre del 2007. También luchó por un corto tiempo en Wrestling Society X en MTV, y opera una escuela de lucha libre en Calgary. Hart logró un cierto grado de fama cuando se convirtió en el luchador más joven en firmar con la World Wrestling Federation. Sin embargo, fue despedido por sus polémicas acciones, mientras que la lucha libre ha perdido mucha reputación en el circuito independiente.

## Carrera
Hart debutó en julio de 1995 en Rockford, Alberta, donde se asoció con su hermano, Matthew, por primera vez, y derrotó a su primo, Harry Smith y TJ Wilson. En la promoción Stampede Wrestling, fundada en Calgary, Hart equipo con Smith, Wilson y Jack Evans. En el 2000, él también luchó en la promoción Matrats, que fue creada y dirigida por Eric Bischoff expresidente de la WCW.

### World Wrestling Entertainment (1998-2002)
En 1998, Hart se convirtió en la persona más joven en la historia de lucha que firmará con la World Wrestling Entertainment contrato de desarrollo y fue enviado a entrenar con Dory Funk Jr., en el Funkin' Dojo. Más tarde fue liberado de la WWF debido a los presuntos problemas de actitud.

### Ring of Honor y Total Nonstop Wrestling (2003-2004)
El 20 de septiembre de 2003, Teddy luchó para ROH en Filadelfia en su evento Glory by Honor, donde derrotó a su socio y compañero, TJ Wilson. Entre bastidores, sin embargo, la facción Special K enfrentaban a Hart, y se burlaban de él por no ser un buen luchador High-flyer. El 1 de noviembre de 2003, Hart compitió en show de ROH en Elizabeth, Nueva Jersey, como parte Scramble Cage Match. Después de perder la lucha, comenzó a realizar Moonsaults y ejecutó un Shooting star press desde lo alto de la jaula, en vez de hacer Selling de los movimientos que había hecho. Hart a continuación vomitó, y lo pateó hacia el ringside.

### Asistencia Asesoría y Administración/Lucha Libre AAA Worldwide  (2007-2010, 2012-2013, 2018)
Debutó el 30 de noviembre de 2007 junto a Jack Evans presentándose como The Hart Fundation 2.0, misma que formó parte de La Legión Extranjera AAA (Asistencia Asesoría y Administración), comandada por Konnan. En Triplemanía XVI, luchó al lado de Jack Evans y Bryan Danielson contra Los Mexican Powers (Crazy Boy, Último Gladiador y Ricky Marvin) y La Familia de Tijuana (Halloween, Extreme Tiger y TJ Extreme), llevándose la victoria los Mexican Powers.
The Hart Fundation 2.0 se disolvió luego de que a finales de mayo de 2009 Teddy atacara a Evans, luego de que este rehusó recibir apoyo de Teddy en su lucha semifinal por el Campeonato Crucero AAA, en lo cual, Teddy inició una gran rivalidad con Jack Evans.
En Triplemanía XVII, perdió al lado de Silver King, Kenzo Suzuki, Electroshock y Chessman, representando a La Legión Extranjera, contra El Hijo del Santo, Octagón, La Parka, Jack Evans y Vampiro Canadiense, representando a la AAA, en una lucha en jaula hexadrilateral por la dirección de AAA; en esta lucha apareció Cien Caras como referee invitado.
En Verano de Escándalo 2009 tuvo una oportunidad en una lucha con 4 contrincangtes más por el Campeonato de peso crucero pero este perdió ante Rocky Romero mandando al hospital a su excompañero y a hermano Jack Evans.
En Héroes Inmortales III, luchó contra Xtreme Tiger, Jack Evans, Rocky Romero y Takuya Sugi por el AAA World Cruiserweight Championship en modalidad de TLC, reteniendo el título Xtreme Tiger.
Para el 2012, Teddy regresa a la AAA en el magnoevento Rey de Reyes a lado de Chessman en una lucha entre 4 parejas, en lo cual, perdieron.
El 20 de abril, Hart hizo su regreso a la empresa después de 5 años fuera de la AAA, atacando a Joe Líder y Pagano. Esa misma noche reapareció junto a Juventud Guerrera y Kevin Kross, atacando a Dr. Wagner Jr. y Hernandez después del evento principal por el Megacampeonato de AAA. El trío se autodenominó MAD, juró reunirse contra sus próximas oportunidades titulares. El 21 de julio en AAA vs. ELITE, Hart hizo equipo con su antiguo compañero Jack Evans como representante de Elite derrotando al equipo AAA (Joe Líder y a Pagano).

## En lucha
- Movimientos finales
  - Open Hart Surgery (Diving corkscrew senton bomb)
  - Hart Destroyer (Double underhook sunset flip piledriver)
  - Hart Attack (Diving shooting star press)
  - Hart Attack 2.0 (Diving shooting star elbow drop)
  - Triple Bypass (Diving shooting star leg drop)
  - Diving headbutt

- Movimientos de firma
  - Hart Rate (Flipping sitout spin-out powerbomb)
  - Stu Hart Special (Gory special sitout powerbomb)
  - Fireman's carry sitout facebuster
  - Standing powerbomb transicionado en double knee backbreaker
  - Double underhook piledriver, a veces realizando un straight jacket
  - Fujiwara armbar
  - Shooting star rotado lateralmente en senton
  - Varios tipos de DDT:
    - Single arm
    - Spike, a veces en un springboard
    - Inverted
    - Cradle
    - Springboard tornado

  - Belly to back suplex bulldog
  - Diving corkscrew elbow drop
  - Dropkick, a veces desde una posición elevada
  - Gory special reverse STO
  - Cradle brainbuster
  - Springboard moonsault, a veces hacia fuera del ring
  - Scoop cutter

- Managers
  - Scott D'Amore
  - Nattie Neidhart

## Campeonatos y logros
- Ballpark Brawl
  - Natural Heavyweight Championship (1 vez)

- Jersey All Pro Wrestling
  - JAPW Heavyweight Championship (1 vez)[3]
  - JAPW Light Heavyweight Championship[4]
  - JAPW Tag Team Championship (2 veces) – con Jack Evans (1) y Homicide (1)[5]

- Major League Wrestling
  - MLW World Middleweight Championship (1 vez)
  - MLW World Tag Team Championship (1 vez) – con Brian Pillman Jr. & Davey Boy Smith Jr.

- Pan Pacific Wrestling Association
  - PPWA Junior Heavyweight Championship (1 vez)[6]

- Stampede Wrestling
  - Stampede International Tag Team Championship (1 vez) – con Bruce Hart[7]

- Pro Wrestling Illustrated
  - Situado en el Nº249 en los PWI 500 del 2004[8]
  - Situado en el Nº300 en los PWI 500 del 2005[9]
  - Situado en el Nº421 en los PWI 500 del 2006[10]
  - Situado en el Nº320 en los PWI 500 del 2007[11]
  - Situado en el Nº236 en los PWI 500 del 2008[12]
  - Situado en el Nº197 en los PWI 500 de 2009[13]
  - Situado en el Nº224 en los PWI 500 de 2010[14]